# Matta teteia
Espèce
Matta teteia est une espèce d'araignées aranéomorphes de la famille des Tetrablemmidae.

## Distribution
Cette espèce est endémique du Minas Gerais au Brésil. Elle se rencontre dans la grotte Gruta do Janelão à Januária.

## Description
Le mâle holotype mesure 1,11 mm et la femelle paratype 1,14 mm.

## Publication originale
- Brescovit & Cizauskas, 2019 : Seven new species of the spider genus Matta Crosby from caves in the State of Minas Gerais, Brazil (Araneae, Tetrablemmidae). Zootaxa, no 4559(3), p. 401-444.